# 터너와 후치
《터너와 후치》(영어: Turner & Hooch)는 미국에서 제작된 로저 스포티스우드 감독의 1989년 버디 경찰 코미디 영화이다. 톰 행크스 등이 출연하였고, 레이먼드 와그너 등이 제작에 참여하였다.
프랜차이즈화되었으며, 2021년 디즈니+에서 동명의 텔레비전 시리즈가 1 시즌 방영되었다.

## 출연진
- 톰 행크스 - 스콧 터너 형사 역
- 메어 위닝햄 - 에밀리 카슨 수의사 역
- 크레이그 T. 넬슨 - 하워드 하이드 서장 역
- 레지널드 벨존슨 - 데이비드 서턴 형사 역
- 스콧 폴린 - 잭 그레고리 역
- J. C. 퀸 - 월터 보이엣 역
- 존 매킨타이어 - 에이머스 리드 역
- 어니 라이블리 - 모텔 직원 역
- 클라이드 쿠사추 - 케빈 윌리엄스 역

## 기타 제작진
- 공동 제작: 미셸 에이더
- 배역: 마이크 펜턴, 린다 고든, 캐런 헨델, 주디 테일러
- 미술: 존 디퀴어 주니어

## 우리말 녹음
KBS 성우진 (1995년 1월 1일)
- 이인성 - 터너(톰 행크스)
- 성병숙 - 에밀리(메어 위닝햄)
- 남궁윤
- 노민
- 문영래
- 정기항
- 안종익
- 김영민
- 김민석
- 김정주
- 서광재
- 김은아